# Communauté de communes des Coteaux Sézannais
La communauté de communes des Coteaux Sézannais est une ancienne communauté de communes française, située dans le département de la Marne et la région Grand Est.

## Historique
La communauté de communes a succédé au District de Sézanne, créé en 1992 et qui regroupait 9 communes.
Les communes de Linthes, de Mœurs-Verdey et de Mondement-Montgivrou ont rejoint la communauté au 1er janvier 2014,.
Conformément aux prévisions du schéma départemental de coopération intercommunale (SDCI) de la Marne du 30 mars 2016, la communauté de communes fusionne le 1er janvier 2017 avec les communautés des « Portes de Champagne » (19 communes) et du Pays d'Anglure » (20 communes) pour créer la nouvelle communauté de communes de Sézanne-Sud Ouest Marnais.

## Composition
Elle était composée de 23 communes, dont la principale est Sézanne :
| Nom                                   | Code Insee | Gentilé           | Superficie (km2) | Population (dernière pop. légale) | Densité (hab./km2) |
| ------------------------------------- | ---------- | ----------------- | ---------------- | --------------------------------- | ------------------ |
| Sézanne (siège)                       | 51535      | Sézannais         | 22,82            | 5 055 (2014)                      | 222                |
| Allemant                              | 51005      | Allemantiots      | 15,77            | 158 (2014)                        | 10                 |
| Barbonne-Fayel                        | 51036      | Barbonnots        | 24,35            | 497 (2014)                        | 20                 |
| Broussy-le-Petit                      | 51091      | Broussyats p'tits | 11,62            | 127 (2014)                        | 11                 |
| Broyes                                | 51092      | Broyens           | 15,24            | 365 (2014)                        | 24                 |
| Chichey                               | 51151      | Chichetons        | 7,40             | 173 (2014)                        | 23                 |
| Fontaine-Denis-Nuisy                  | 51254      | Fontenats         | 13,17            | 235 (2014)                        | 18                 |
| Gaye                                  | 51265      | Gayons            | 21,13            | 591 (2014)                        | 28                 |
| Lachy                                 | 51313      | Lachéens          | 16,89            | 314 (2014)                        | 19                 |
| Linthelles                            | 51323      | Linthellois       | 11,02            | 108 (2014)                        | 9,8                |
| Le Meix-Saint-Epoing                  | 51360      | Mexipontains      | 11,29            | 271 (2014)                        | 24                 |
| Oyes                                  | 51421      | Oyats             | 7,69             | 72 (2014)                         | 9,4                |
| Péas                                  | 51426      |                   | 7,69             | 68 (2014)                         | 8,8                |
| Queudes                               | 51451      | Queudois          | 10,06            | 96 (2014)                         | 9,5                |
| Reuves                                | 51458      | Reuvats           | 6,40             | 72 (2014)                         | 11                 |
| Saint-Loup                            | 51495      |                   | 6,88             | 81 (2014)                         | 12                 |
| Saint-Remy-sous-Broyes                | 51514      | Saint-Remyats     | 7,75             | 106 (2014)                        | 14                 |
| Saudoy                                | 51526      |                   | 12,66            | 366 (2014)                        | 29                 |
| Villeneuve-Saint-Vistre-et-Villevotte | 51628      |                   | 9,51             | 122 (2014)                        | 13                 |
| Vindey                                | 51645      | Vindotiers        | 7,94             | 127 (2014)                        | 16                 |
| Linthes                               | 51324      | Linthas           | 9,03             | 120 (2014)                        | 13                 |
| Mœurs-Verdey                          | 51369      | Mœursiens         | 13,18            | 326 (2014)                        | 25                 |
| Mondement-Montgivroux                 | 51374      | Mondementais      | 7,37             | 41 (2014)                         | 5,6                |

## Administration

### Siège
Le siège de la communauté de communes est en l'hôtel de Ville de Sézanne.

### Élus
La Communauté de communes est administrée par son Conseil communautaire, composé, pour la mandature 2014-2020, de 42  conseillers communautaires, qui sont des conseillers municipaux  représentant chaque commune membre, à raison de : 

-   18 délégués pour Sézanne (5 500 habitants) ;

-   2 délégués pour Gaye et pour Barbonne-Fayel (chacune comptant plus de 400 habitants) ;

-   1 délégué pour chacune des 20 autres communes membres.

### Liste des présidents
L'intercommunalité est présidé, depuis l'époque où elle avait le statut de district, par Philippe Bonnotte, maire de Sézanne.
Ancienne communauté d'agglomération de Châlons-en-Champagne (CAC)
| Période | Période       | Identité          | Étiquette | Qualité                                                   |
| ------- | ------------- | ----------------- | --------- | --------------------------------------------------------- |
| 1992    | décembre 2016 | Philippe Bonnotte | DVG       | Maire de Sézanne (1977 → ) Réélu pour le mandat 2014-2020 |

## Compétences
Nombre total de compétences exercées en 2016 : 14
La communauté exerce les compétences qui lui sont transférées par les communes membres, conformément à la loi. Il s'agit :
- des actions favorisant le développement économique et le maintien des services et commerces en milieu rural
- l'action sociale
- l'action touristique avec notamment l’Office de Tourisme de Sézanne et sa Région
- l'aménagement de l’espace communautaire
- l'assainissement collectif des eaux usées dans les communes disposant d’un réseau collectif et l'assainissement non collectif des eaux usées
- le cinéma
- la collecte et le traitement des déchets ménagers
- l'enfance et la jeunesse
- l'Espace Jeunes de Sézanne : accueil périscolaire, restauration scolaire, accueil de loisirs sans hébergement
- la mise en œuvre d’opérations programmées d’amélioration de l’habitat (OPAH)
- les piscines de Sézanne
- le service d’incendie et de secours
- les travaux sur la voirie à caractère communautaire[1].

## Projets et réalisations
CIAS
L'intercommunalité s'est doté d'un centre intercommunal d'action sociale (CIAS), le CIAS des Coteaux Sézannais.